# Северин Гощинський
Севéрин Ґощи́нський (пол. Seweryn Goszczyński; 4 листопада 1801, Іллінці, Липовецький повіт — 25 лютого 1876, Львів) — польський громадський діяч, революціонер-письменник і поет-романтик. Представник «української школи» в польській літературі. Відомий як автор патріотичних віршів, а також один з чільних учасників месіаністичного об'єднання Анджея Тов'янського. Нині переважно відомий завдяки поемі «Канівський замок» і готичній повісті «Король замчиська».

## Життєпис

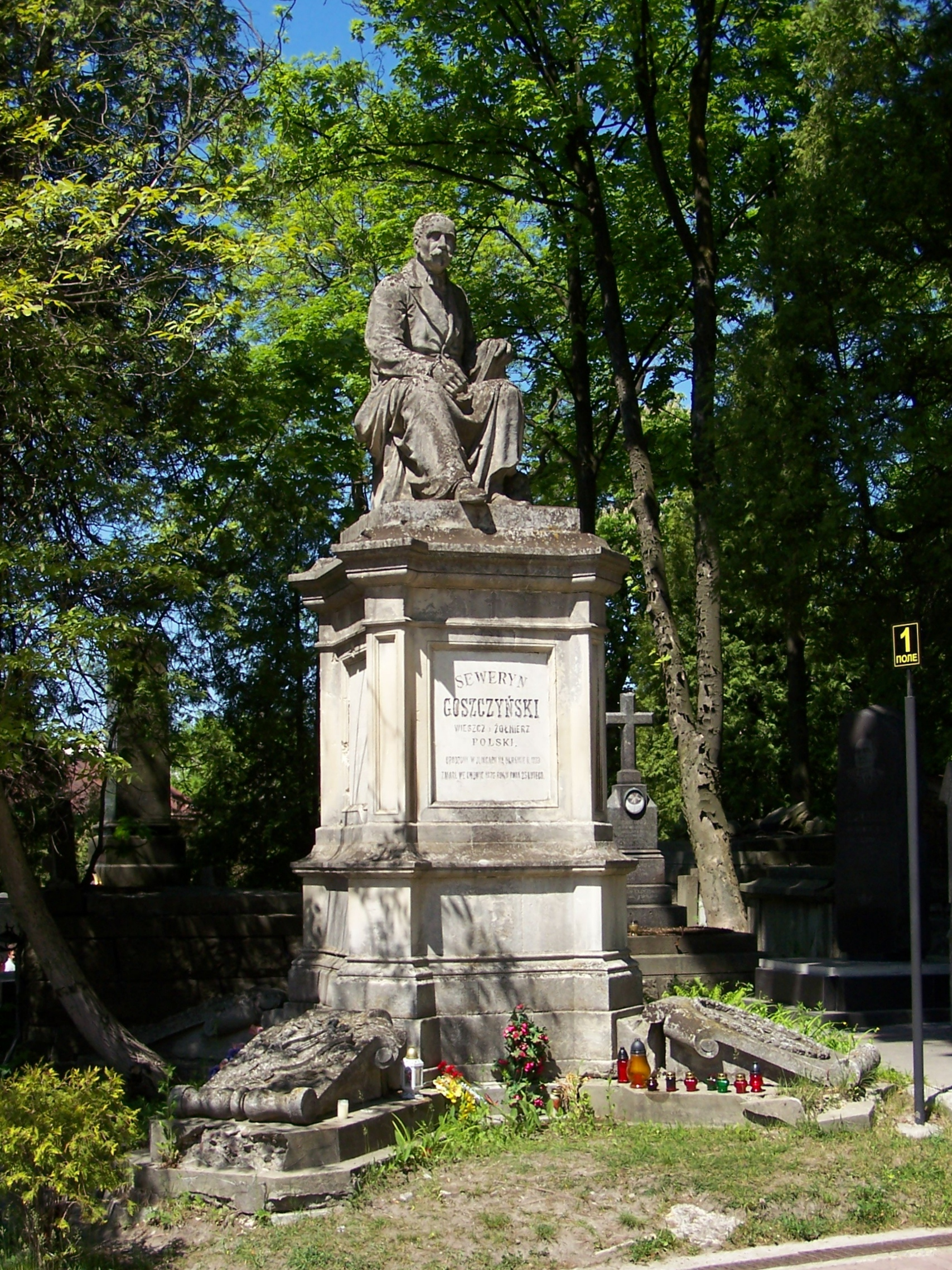
Надгробок Северину Гощинському на Личаківському цвинтарі у Львові

Походив із родини зубожілих шляхтичів. Батько поета Юзеф походив із Мазовеччини, працював у маєтковому уряді камергера Антонія Прушинського, швагра князя Ієроніма Сангушка. У Славуті одружився з Францішкою Гуровською. Згодом сім'я переїхала до маєтності Сангушків у Іллінцях, де народився і був охрещений Северин. Близько 1806 року Ґощинські переїхали до села Сьомаки біля Славути.
Спершу Северин вчився у початковій школі у Славуті, а потім у школі лазаритів у Заславі, де мешкав його кровний Трачевський — возний Заславського повіту. Згодом продовжив навчання у Францисканців у Межирічі Острозькому. Коли батька звільнили зі служби в Санґушків, сім'я перебувала в Новому Костянтинові, Северин три роки отримував лише приватні уроки. 1814 року вступив до вінницької гімназії, де товаришував з Тимком Падурою, яку також не зміг закінчити через чергову втрату батьком роботи і переїзд у 1815 р. до Умані. Там Северин Гощинський продовжив навчання у василіянській гімназії (1816—1819 рр.). Заприятелював з Юзефом Боґданом Залєським і Міхалом Грабовським. Не закінчивши гімназії, разом із Ю. Залеським подалися у 1820 р. до Варшави, де він вступив до Об'єднання вільних братів-поляків. У 1821—1830 рр. створював конспіративні політичні групи серед польської студентської молоді. Також це був час розквіту його поетичної творчості.
Брав участь у підготовці замаху на царського намісника у Бельведері. Під час Листопадового повстання воював у званні капітана під командуванням Юзефа Дверницького. Після поразки втік до Галичини, потім до Підгалля. Співпрацював із місцевою демократичною пресою, став одним з організаторів «Товариства польського народу», яке ширило свою діяльність в Польщі, Україні, серед чехів, словаків, хорватів і пропагувало ідею єднання слов'янських народів у боротьбі за національну незалежність і рівноправність. Переслідуваний австрійською поліцією 1838 року виїхав до Франції, де познайомився з Міцкевичем і Словацьким. 1841 р. оселився у Парижі, приєднавшись до сповідників «Кола Справи Божої» містика Анджея Тов'янського. При цьому відійшов від літературної діяльності та громадських справ, працюючи бібліотекарем. Віддалившись від кола А. Тов'янського у 1856 р. і не маючи засобів до існування, за допомогою друзів 1872 року виїхав спочатку до Кракова, звідти — до Львова, де жив по сусідству із драматургом Александром Фредром. 1875 року у Львові відбулось урочисте святкування 50-річчя літературної діяльності Гощинського.
Помер 25 лютого 1876 року у Львові, похований на Личаківському цвинтарі, поле № 1. На могилі встановлено пам'ятник авторства Юліана Марковського.
На львівському будинку (вул. Фредра, 2), що стоїть на місці давнішого, у котрому жив і помер Гощинський, 1913 року встановлено меморіальну таблицю, виконану скульптором Тадеушем Блотницьким.

## Оцінка творчості
Виступав як поет, а також як публіцист, критик, писав прозу. Багато поезій присвячено Україні. На літературні уподобання вплинули рано здобуті демократичні переконання. Цьому сприяли, зокрема, часті подорожі Україною, де він спостерігав нелегке життя покріпаченого народу. Зрозумів, що воля поляків неможлива без волі українців, і присвятив цій ідеї своє життя. І. Франко назвав його поетом-героєм з «різностороннім і сильно виробленим характером». М. Рильский — «найяскравішим і, безсумнівно, найдемократичнішим представником „української школи“».
Його твори досліджували українські історики літератури — М. Мочульський і Г. Вервес. Перекладали — М. Шашкевич та І. Глинський.

## Найвідоміші твори
- Цикл віршів «Уманські лірики» (1824—1825), об'єднаних антиклерикальною та антимагнатською спрямованістю;
- Поема «Канівський замок» (1828) описує Коліївщину, народні заворушення в Україні 1768 р. Причину повстання вбачав у «ненависті українського населення до панів-гнобителів». Автор не показує українських повстанців розбишаками й різунами, як те зазвичай робили інші польські автори, — він захоплюється героїзмом повсталого народу. У поемі з великим знанням і любов'ю відтворено українське буття, звичаї, обряди, вірування, усну народну творчість;
- Збірка віршів «Побудка» (1831);
- Збірка віршів «Три струни» (1839—1840);
- Повість «Король замчиська» (1842);
- «Щоденник подорожі до Татр» (1853);
- Спогади «Подорож мого життя» (1858);
- У польському журналі «Львівянин» надрукована стаття «Могила Баби або Небаби, козацького отамана в Доброполі» (1838
- Листи (1823—1975), зібрані та підготовлені до друку польською Станіславом Пігонем (1937).[7]

## Вшанування пам'яті
у місті Іллінці, на Вінниччині де народився Гощинський, вулицю Чехова перейменовано на Северина Гощинського.